# Good Girl (singel Alexis Jordan)
Good Girl – piosenka amerykańskiej piosenkarki Alexis Jordan stworzona przez Autumn Rowe, Mikkela S. Eriksena, Tora Erika Hermansena, Petra Brdicko, Sandy Wilhelm, Espen Lind i Amund Björklund na debiutancki album studyjny zatytułowany Alexis Jordan. Produkcją singla zajęli się StarGate i Sandy Vee. 18 lutego 2011 roku utwór został wydany w formacie digital download. Zadebiutował na #6 pozycji w Wielkiej Brytanii, a w Stanach Zjednoczonych zajął pierwsze miejsce na liście Hot Dance Club Songs, stając się drugim hitem numer jeden Jordan. Piosenka zyskała przychylne recenzje ze strony krytyków. Teledysk został wyreżyserowany przez Erika White'a w grudniu 2010, a jego oficjalna premiera miała miejsce 25 stycznia 2011 roku.

## Lista utworów
UK digital EP
1. „Good Girl” – 3:56
2. „Good Girl” (Radio Edit) - 3:40
3. „Good Girl” (Freemason's Radio Edit) – 3:31
4. „Good Girl” (Kim Fai Radio Edit) – 3:55
5. „Good Girl” (Freemason's Club Edit) – 8:47
6. „Good Girl” (Kim Fai Club Edit) – 6:52

Australian digital download
1. „Good Girl” – 3:56
2. „Good Girl” (Radio Edit) – 3:42
3. „Good Girl” (Freemason's Radio Edit) – 3:31
4. „Good Girl” (Kim Fai Radio Edit) – 3:55